# Jorge Caballero (actor)
Jorge Caballero (Ciudad de México, 14 de abril de 1991) es un actor mexicano, mejor conocido en el escenario por su papel de Claudio en la adaptación teatral de 2015 titulada El chico de la última fila, basado en el libro de Juan Mayorga del mismo nombre y por interpretar a Matías en el drama criminal de Netflix El Club.

## Vida personal
Caballero actualmente tiene una relación con el cantante colombiano Esteman desde 2019.

## Filmografía
| Año  | Título                   | Papel                   |
| ---- | ------------------------ | ----------------------- |
| 2014 | Tiempos felices          | Investigador de agencia |
| 2017 | Me gusta, pero me asusta | Serge                   |
| 2018 | Ya veremos               | Hombre oscuro           |
| 2018 | Leona                    | Elías                   |

## Televisión
| Año       | Título                  | Papel(es)                     | Notas                                                |
| --------- | ----------------------- | ----------------------------- | ---------------------------------------------------- |
| 2011      | Bienvenida realidad     | Ramiro Alarid                 |                                                      |
| 2012–2018 | Como dice el dicho      | Varios papeles                | 3 episodios                                          |
| 2012      | Capadocia               | Octavio                       | Episodio: "El justo"                                 |
| 2013–2018 | Sr. Ávila               | Ismael Rueda                  | Apariciones regulares (Temporadas 1–4); 17 episodios |
| 2013      | Las trampas del deseo   | Matías Sánchez                |                                                      |
| 2014      | Dos lunas               | Ignacio "Nacho" Valencia      | Episodios: "Al borde" y "Fantasmas"                  |
| 2015      | El Torito               | Jordy                         | Apariciones regulares; 24 episodios                  |
| 2017      | Érase una vez           | Renzo                         | Episodio: "Blanca Nieves"                            |
| 2017      | Pedro perdió la cabeza  | Don Fernando                  | Episodio: "Infra-TV"                                 |
| 2019      | Preso No. 1             | Young Ramsés Cota "El Faraón" | Personaje recurrente; 6 episodios                    |
| 2019      | El Club                 | Matías                        | Protagonista (temporada 1); 25 episodios             |
| 2020      | Herederos por accidente | Alex                          | Protagonista                                         |
| 2022      | Pena ajena              | Oscar                         | Reparto principal                                    |
| 2022      | Un día para vivir       | Emilio                        | Episodio: "Mueve el alma"                            |